# Anderson Niangbo
Dogbole Anderson Niangbo (* 6. Oktober 1999) ist ein ivorischer Fußballspieler.

## Karriere

### Verein
Niangbo begann seine Karriere bei Olympic Sport d’Abobo. Im Januar 2018 wechselte er nach Österreich zum FC Red Bull Salzburg, bei dem er einen bis Juni 2022 laufenden Vertrag erhielt, wo er aber zunächst für das Farmteam FC Liefering zum Einsatz kommen sollte.
Im März 2018 debütierte er für Liefering in der zweiten Liga, als er am 22. Spieltag der Saison 2017/18 gegen die SV Ried in der Startelf stand und in der Nachspielzeit durch Aldin Aganovic ersetzt wurde.
Zur Saison 2019/20 wurde er an den Bundesligisten Wolfsberger AC verliehen. Nach 17 Einsätzen für den WAC in der Bundesliga, in denen er sieben Tore erzielte, wurde er im Januar 2020 nach Salzburg zurückbeordert und rückte zunächst in den Kader des FC Red Bull Salzburg auf. Rund eine Woche nach seiner Rückkehr wechselte er nach Belgien zur KAA Gent, bei der er einen bis Juni 2024 laufenden Vertrag erhielt.
In der Saison 2019/20 bestritt Niangbo 7 von 8 möglichen Spielen für Gent bis zum Saisonabbruch infolge der COVID-19-Pandemie sowie ein Europa-League-Spiel. In der Folgesaison waren es 18 von 40 möglichen Ligaspielen, in denen er ein Tor schoss (dabei kein Spiel in den Europa-Play-offs) sowie zwei Pokalspiele und fünf Europapokal-Spiele einschließlich Qualifikation. Ohne in der neuen Saison 2021/22 noch für Gent gespielt zu haben, kehrte er im August 2021 leihweise nach Österreich zurück und schloss sich dem SK Sturm Graz an. Bis zum Ende der Leihe kam er zu 28 Bundesligaeinsätzen für Sturm, in denen er dreimal traf.
Nach Ablauf der Ausleihe gehört er in der Saison wieder zum Kader des KAA Gent. Er wurde dann aber nicht in der ersten Mannschaft eingesetzt, sondern bestritt nur 7 von 29 möglichen Ligaspielen bei der U 23-Mannschaft, in die der 1. Division Amateure spielt.
Anfang April 2023 wurde eine Ausleihe bis zum Jahresende zum kasachischen Verein FK Aqtöbe vereinbart. Für Aqtöbe absolvierte er 19 Partien in der Premjer-Liga. Im August 2023 verließ er Kasachstan und sein Vertrag in Gent wurde aufgelöst. Nach mehreren Monaten ohne Klub wechselte er anschließend im Februar 2024 in die Türkei zu Konyaspor. Dort absolvierte er aber nur ein Spiel in der Süper Lig. Nach der Saison 2023/24 verließ er Konya wieder.
Nach erneut einem Halbjahr ohne Klub kehrte Niangbo im Februar 2025 nach Wolfsberg zurück. Beim WAC kam er aber ausschließlich für die Amateure zum Zug. Nach der Saison 2024/25 verließ er Wolfsberg wieder.

### Nationalmannschaft
Niangbo spielte bereits für diverse ivorische Jugendnationalmannschaften. Mit der U-17-Auswahl nahm er 2013 an der WM teil, bei der die Elfenbeinküste im Viertelfinale an Argentinien scheiterte. 2015 nahm er mit der U-20-Mannschaft an der Afrikameisterschaft teil, bei der man allerdings bereits in der Gruppenphase als Gruppendritter hinter Nigeria und Senegal ausschied. Niangbo kam in jedem Spiel zum Einsatz und konnte im Match gegen Nigeria auch ein Tor erzielen.

## Erfolge
- Österreichischer Cupsieger: 2025